# Маниакальный ступор
Маниака́льный сту́пор — разновидность смешанного состояния, при которой обездвиженность или сильное ограничение двигательной активности сочетается с симптомами мании. Может возникать при переходе маниакального состояния в депрессивное у пациентов с биполярным расстройством, при шизоаффективном расстройстве, а также при других аффективных расстройствах. Маниакальный ступор может длиться часы или дни.
Состояние двигательной заторможенности в сочетании с повышенным настроением и скачкой идей Э. Крепелин обозначал манией с «задержкой».
Для маниакального ступора характерна двигательная заторможенность, повышенный мышечный тонус одновременно с ускорением мышления и эйфорией. В данном состоянии индивид сохраняет неподвижную позу (обычно с блаженной улыбкой), игнорируя обращённые к нему вопросы. Мимическая заторможенность при маниакальном ступоре отсутствует, характерно весёлое выражение лица, улыбка, слежение глазами за происходящим вокруг.